# Hycleus chevrolati
Hycleus chevrolati is een keversoort uit de familie van oliekevers (Meloidae). De wetenschappelijke naam van de soort is voor het eerst geldig gepubliceerd in 1889 door Beauregard.